# Cassius Ionescu-Tulcea
Cassius Ionescu-Tulcea (Bucareste, 14 de outubro de 1923) é um matemático estadunidense nascido na Romênia. Trabalha principalmente com teoria das probabilidades, estatística e análise matemática.
Ionescu Tulcea obteve em 1946 o diploma de graduação na Universidade de Bucareste, onde lecionou a partir de 1952. A partir de 1957 estudou na Universidade Yale, onde obteve o doutorado em 1959, orientado por Einar Carl Hille, com a tese Semi-Groups of Operators.

## Obras
- A book on Casino Blackjack, Van Nostrand 1982
- com Virginia L. Graham: A book on casino gambling: written by a mathematician and a computer expert, 1976, 2. Auflage, Van Nostrand 1978
- A book on casino craps, other dice games & gambling systems, Van Nostrand 1981
- com Robert G. Bartle: Calculus, Scott Foresman 1968
- com Robert G. Bartle: An introduction to Calculus, Scott Foresman 1968
- com Robert G. Bartle: Honors Calculus, Scott Foresman 1970
- com William W. Fairchild: Topology, Philadelphia: Saunders 1971
- com William W. Fairchild: Sets, Saunders 1970
- com Alexandra Ionescu-Tulcea: Topics in the theory of Lifting, Springer Verlag 1969